# Robert C. Prim
Robert C. Prim (Sweetwater, Estados Unidos, 25 de septiembre de 1921-San Clemente, Estados Unidos, 18 de noviembre de 2021) era un matemático y científico de la computación

## Educación
En 1941 se licenció en ingeniería eléctrica en la Universidad de Princeton. Más tarde, en 1949 recibe su doctorado en matemáticas en la misma universidad. Trabajó en dicha universidad desde 1948 hasta 1949 como investigador asociado.

## Carrera
En plena Segunda Guerra Mundial, Prim trabajó como ingeniero para General Electric. Desde 1944 hasta 1949 fue contratado por la United States Naval Ordnance Lab como ingeniero y más tarde como matemático. En los laboratorios Bell, trabajó como director de investigación matemática desde 1958 hasta 1961. Allí Prim desarrolló el conocido Algoritmo de Prim. Después de su estancia en los laboratorios Bell, Prim pasó a ser vicepresidente de investigación en Sandia National Laboratories

## Investigación
Durante su carrera en los laboratorios Bell, Robert Prim junto a su compañero Joseph Kruskal desarrolló dos algoritmos diferentes para encontrar los árboles abarcadores mínimos en un grafo ponderado. El algoritmo que lleva su nombre fue originalmente descubierto por el matemático Vojtech Jarnik y más tarde e independientemente por Prim en 1957. Dos años más tarde fue redescubierto por Edsger Dijkstra.
- Datos: Q92939